# Reiko Chiba
Pour les articles homonymes, voir Chiba (homonymie).
 (janvier 2020).
Si vous disposez d'ouvrages ou d'articles de référence ou si vous connaissez des sites web de qualité traitant du thème abordé ici, merci de compléter l'article en donnant les références utiles à sa vérifiabilité et en les liant à la section « Notes et références ».
Reiko Chiba (千葉 麗子, Chiba Reiko), née le 8 janvier 1975, est une actrice japonaise.

## Biographie
Elle est née à Osaka et débute comme modèle en 1991. En 1998 elle se marie avec Tetsuhito Kirihara. En 2011, elle annonce avoir des troubles de dépression.

## Filmographie
- 1992 : Kyōryū Sentai Zyuranger
- 1993 : Fatal Fury: The Motion Picture
- 1993 : Hitotsu Yane no Shita
- 1993 : Minami-kun no Koibito
- 1993-1995 : Mighty Morphin Power Rangers : Kimberly Hart (voix doublée dans la version japonaise)
- 1994 : Super Sentai World
- 1994 : Ninja Sentai Kakuranger
- 1995: Mighty Morphin Power Rangers The Movie : Kimberly Hart (voice)
- 2014 : Zyuden Sentai Kyoryuger vs. Go-Busters: The Great Dinosaur Battle! Farewell Our Eternal Friends